# São João de Deus
São João de Deus war eine Gemeinde (Freguesia) im portugiesischen Kreis Lissabon.

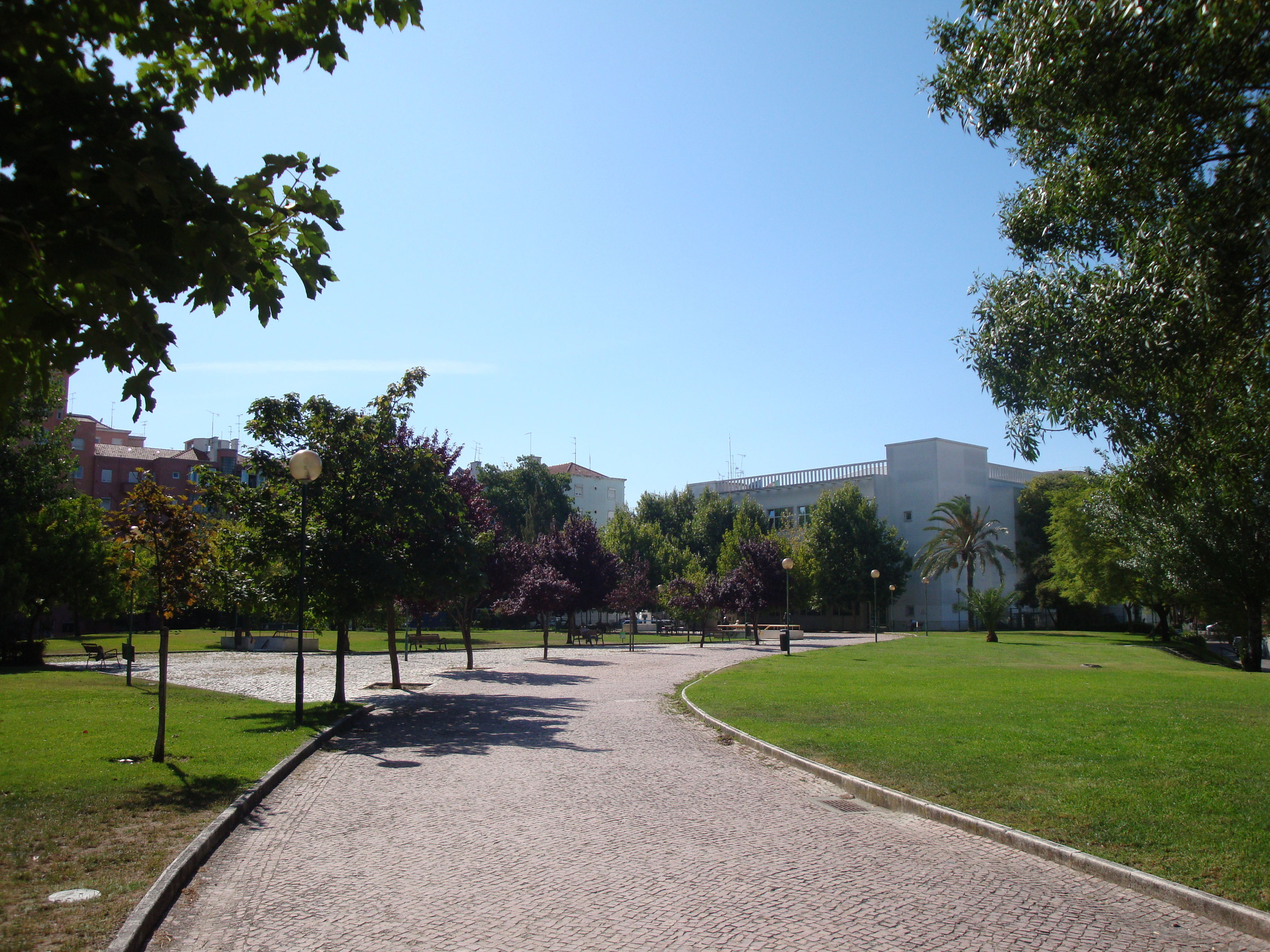
Garten Fernando Pessa

 In ihr lebten 9693 Einwohner (Stand 30. Juni 2011). Sie wurde nach Johannes von Gott benannt.
Im Herbst 2013 wurde die Gemeinde zusammen mit der Nachbargemeinde Alto do Pina zur neuen Gemeinde Areeiro zusammengeschlossen.